# Somes S.A.
Il Somes S.A. è una società rumena di pallacanestro femminile con sede a Dej.

## Storia
Ha partecipato a un'edizione di Coppa Ronchetti nel 1994-1995. È stata eliminata al terzo turno preliminare a causa di due nette sconfitte contro l'Isab Energy Priolo.
Chiamata anche Somes Tiger Dej, ha lasciato la massima serie rumena nel 2012.